# Przygody szewczyka Grzesia (film)
Przygody szewczyka Grzesia / Lapicz, mały szewczyk (ang. Lapitch, The Little Shoemaker, 1997) – chorwacko-niemiecki film animowany, wyprodukowany przez studio Croatia Film, HaffaDiebold oraz stację telewizyjną ProSieben. Ekranizacja powieści dla dzieci Ivany Brilić-Mažuranić. Opowieść o małym szewczyku i jego walce z groźnym bandytą - Szczurzym Pazurem. Kontynuacją filmu jest serial z 2000 roku pod tym samym tytułem.

## Fabuła
Bohaterem filmu jest mały, pracowity i pogodny szewczyk imieniem Lapicz. Pracuje on u mistrza Zrzędy i jego żony w warsztacie obuwniczym w malowniczym mieście. Jego towarzyszem jest pies Bundasz. Pewnego dnia do pracowni przybywa burmistrz miasta wraz z synem chcący kupić jakieś buty. Szewczyk próbuje włożyć chłopcu nowe buty swojej produkcji, jednak te są za małe i przez to wizyta klientów w zakładzie kończy się fiaskiem. Mistrz Zrzęda wścieka się na asystenta i za karę rozkazuje mu posprzątać bałagan, który powstał podczas wizyty burmistrza. Pomaga mu w tym żona majstra, która przeprasza chłopca za zachowanie męża i wyjaśnia, że Zrzęda był kiedyś radosną i pogodną osobą, ale pewnego dnia spotkała go wielka tragedia, po której nie potrafi się otrząsnąć. Od tego czasu stał się ponury i okrutny dla innych. Majstrowa nie podaje jednak Lapiczowi żadnych szczegółów tej tragedii. Wieczorem chłopiec w krótkim liście przeprasza pracodawcę za popełniony błąd i wyrusza w świat, zabierając ze sobą jedynie buty, które sam stworzył (te same, które nie pasowały na nogi syna burmistrza). Po kilku godzinach wędrówki zmęczony zasypia pod drzewem i budzi się lizany po twarzy przez Bundasza, który postanowił do niego dołączyć. Obaj wędrowcy pomagają mieszkającemu w małej chatce nad jeziorem chłopcu imieniem Marco, który jest wiewiórką i któremu uciekły gęsi. Lapicz i Bundasz odkrywają, że gęsi są nad jeziorem i zaganiają je z powrotem do ich zagrody. Mama Marca zaprasza ich z wdzięczności do siebie, oferując kolację i nocleg. Podczas posiłku Marco opowiada Lapiczowi o swoim ojcu, który wyruszył w świat, aby zarobić na rodzinę i dotąd jeszcze nie wrócił. Prócz tego wspomina o kufrze pełnym "skarbów". Ich rozmowę podsłuchuje czający się pod domem szop Melvin, który postanawia wykorzystać tę informację.
Nazajutrz rano Lapicz i Bundasz wyruszają w dalszą drogę. Wędrówkę przerywa im jednak burza. Szukając przed nią schronienia trafiają pod kamienny most, pod którym siedzi jakiś stary szczur. Choć osobnik wygląda podejrzanie, to obaj wędrowcy proszą go o pozwolenie na przenocowanie w jego towarzystwie, nie wiedząc, że jest to słynny bandyta Szczurzy Pazur, który okrada wędrowców i mieszkańców okolicznych wiosek z cennych dla nich przedmiotów. Bandzior pozwala chłopcu i psu spać obok niego, ale po cichu kradnie mu buty i przekazuje łup Melvinowi, aby ten ukrył go w ich kryjówce. Wspólnik informuje swojego szefa o podsłuchanej przez siebie rozmowie i obaj planują napaść na dom Marca.
O poranku Lapicz odkrywa kradzież swoich butów i oburzony rusza w pościg za złodziejem. Po drodze ratuje tonącą w rzece artystkę cyrkową imieniem Liza, w której zakochuje się z wzajemnością. Oprócz nowo poznanej mysiej dziewczynki spotyka również jej partnera, papugę imieniem Pero. Okazuje się, że oni także zostali okradzeni przez Szczurzego Pazura z bardzo cennej dla Lizy pozytywki, więc tym chętniej dołączają do wędrowców licząc na odzyskanie swojej własności. Cała czwórka trafia do wioski, gdzie miejscowi farmerzy zasiadają właśnie do kolacji. Ponieważ nasi bohaterowie nie mają pieniędzy, aby kupić sobie jedzenie, Liza z Pero zabawiają chłopów cyrkowymi sztuczkami, dzięki czemu zyskują nie tylko posiłek, ale też i nocleg. W nocy wybucha pożar - płonie stodoła Melvina i jego matki. Lapicz z narażeniem życia pomaga mieszkańcom wioski ugasić pożar, a także odkrywa, że w stodole są ukryte łupy Szczurzego Pazura, w tym pozytywka Lizy, buty Lapicza oraz wiele przedmiotów, które zginęły farmerom. Wieśniacy chcą z miejsca ukarać Melvina za kradzieże, ale w domu złodziejaszka zastają tylko jego matkę, więc odchodzą z niczym. Wzruszony losem kobiety Lapicz obiecuje nawrócić jej syna ze złej drogi. Matka Melvina daje szewczykowi szczęśliwy talar prosząc, aby ten przekazał go jej synowi, gdy tylko go spotka. Nasz bohater wraz z Lizą, Pero i Bundaszem rusza w drogę.
Tymczasem w miejscowej oberży Szczurzy Pazur i Melvin ustalają plan napadu na dom Marca. Właściciel gospody mówi im o pożarze stodoły i o tym, co w niej znaleziono. Melvin rozpacza, ale jego szef szybko zaciąga go na kolejną akcję. Gdy pędzą wozem przez las, to gubią koło, które ląduje przy jeziorze w miejscu, w którym zatrzymali się Lapicz i jego przyjaciele. Tam zaś Liza opatruje szewczykowi jego ranną podczas pożaru nogę i wyznaje mu, że jest sierotą i nie zna swojej rodziny. Lapicz mówi, iż jest w podobnej sytuacji, po czym, gdy chcą ruszać dalej, natykają się na Melvina. Mały szewczyk przekazuje mu szczęśliwy talar oraz wiadomość od matki. Szop pod wpływem tej rozmowy obiecuje się zmienić, zabiera koło i przymocowuje je do wozu Szczurzego Pazura, po czym odjeżdża wraz z nim. Nieco później Lapicz ze swoją kompanią trafia do miasta, w którym jest jarmark. Niedaleko jego bram spotykają staruszkę imieniem Janka, której Lapicz naprawia buty. Kobieta ostrzega ich przed kręcącym się w pobliżu Szczurzym Pazurem.
W mieście Lapicz z Lizą pomagają właścicielowi karuzeli zrobić odpowiednią reklamę dla jego interesu, dzięki czemu zarabia on dużo pieniędzy - zyskiem dzieli się ze swoimi pomocnikami, ci zaś znajdują sobie miejsce do spania i zasypiają. W nocy budzi ich rżenie konia, które Liza rozpoznaje jako rżenie swojej klaczy Blanki. To oznacza, że jej cyrk jest niedaleko. Myszki z przyjaciółmi zakradają się do namiotu cyrkowego, gdzie rzeczywiście znajduje się Blanka. Nasi bohaterowie podsłuchują wówczas rozmowę dyrektora cyrku, który kupuje od Szczurzego Pazura skradzionego konia. Bandyta wyznaje mu swoje plany względem napadu na dom Marca. Dzieci postanawiają mu przeszkodzić i ruszają w drogę. Przed miastem ponownie spotykają Jankę, której opowiadają o swoich zamiarach. Kobieta okazuje się być wróżką i wykorzystuje swoją magię, aby unieść Lapicza, Lizę, Bundasza i Pero w górę. Cała czwórka leci do domu Marca, ale po drodze tracą kontrolę nad swoją mocą i opadają w sam środek lasu. Tam spotykają Mistrza Zrzędę, który bardzo cieszy się na ich widok. Okazało się, że majster wyjechał na targ i został napadnięty przez Szczurzego Pazura. Bandyta okradł go, przywiązał do drzewa i pozostawił na pewną śmierć, ale niespodziewanie szewca ocalił Melvin, który porzucił swego szefa i dał Zrzędzie szczęśliwy talar. Dzieci wyjaśniają majstrowi, co robią w lesie i wraz z nim ruszają w pościg za Szczurzym Pazurem.
W lesie rozpętuje się huragan, ale Szczurzy Pazur nie zważając na niego gna do swego celu skradzionym wozem. Na jego drodze staje Melvin próbujący go powstrzymać, ale bandyta z łatwością go pokonuje. Wówczas do walki staje Lapicz. Szczurzy Pazur chce rozjechać szewczyka, ale jego koń nie jest w stanie staranować kogoś tak odważnego. Potyczkę ostatecznie rozstrzyga piorun, który uderza w ziemię i sprawia, że Szczurzy Pazur spada w przepaść i ginie. Przyjaciele gratulują Lapiczowi jego odwagi, a Melvin bierze pod opiekę konia skradzionego przez swego szefa. Szczęśliwi z pokonania słynnego bandyty Lapicz z Lizą, Zrzędą, Bundaszem i Pero rusza do domu Marca i jego mamy, którym opowiadają o swej przygodzie. Marco wyznaje im wówczas, że skarb w jego skrzyni to po prostu pamiątki po ojcu, więc Szczurzy Pazur i tak nie miałby z nich żadnego pożytku. Majster Zrzęda daje matce Marca szczęśliwy talar i wraz z dziećmi oraz psem i papugą rusza w drogę powrotną do domu. Idąc tam wędrowcy spotykają ojca Marca powracającego właśnie do swej rodziny. Radośnie wskazuje mu drogę do niej i wracają do miasteczka, gdzie czeka na nich już pani majstrowa, bardzo zaniepokojona zaginięciem męża. Ten opowiada jej o bohaterstwie Lapicza, a także (zgodnie z obietnicą żony) wyznaje swemu uczniowi swój długo strzeżony sekret - przed ośmiu laty majster i jego żona stracili podczas wyprawy na jarmark swoją córeczkę Zuzannę i mimo długich poszukiwań nigdy jej nie odnaleźli. Pani majstrowa dodaje też, że ich córka miała na kciuku bliznę w kształcie krzyżyka - taką samą, jaką ma Liza. Okazuje się, że to ona jest zaginioną Zuzanną. Dziewczynka wpada w objęcia rodziców, a Majster Zrzęda daje Lapiczowi na własność noszone przez niego buty i oznajmia, że chłopiec jest teraz pełnoprawnym szewcem. Film kończy scena wielkiej zabawy z tej okazji, w której biorą udział wszyscy mieszkańcy miasteczka, a Lapicz i Liza tańczą radośnie, patrząc sobie czule w oczy.

## Bohaterowie filmu
- Lapicz (w wersji z lektorem Grześ) - główny bohater filmu, mysi chłopiec-sierota, chodzi ubrany w czerwoną koszulkę, zielone spodnie oraz brązową maciejówkę (prócz tego później nosi też czarne buty, które sam stworzył). Jest szewskim terminatorem i uczy się fachu u Mistrza Zrzędy, który nie traktuje go jednak dobrze, wskutek czego chłopiec ucieka od niego i zaczyna wędrować po świecie w poszukiwaniu własnego miejsca. Jest miłym i sympatycznym chłopcem, chętnym do pomagania innym oraz zakochanym z wzajemnością w Lizie. Gdy dowiaduje się o złodziejskiej działalności Szczurzego Pazura, postanawia go powstrzymać i staje z nim do walki, którą wygrywa dzięki swej odwadze i dobroci.
- Liza (w wersji z lektorem Kasia) - myszka o blond włosach i niebieskich oczach. Nosi niebieską sukienkę z bufiastymi rękawami i niebieską kokardę. Ma bliznę w kształcie krzyżyka na kciuku. Jest sympatią Lapicza, w którym zakochuje się w chwili, gdy ten ratuje ją przed utonięciem. Kiedyś pracowała w cyrku, ale ponieważ zachorowała, to jej pracodawca zostawił ją i odjechał z resztą cyrku bez niej. Po wyzdrowieniu Liza wyrusza w świat ze swym jedynym przyjacielem, papugą Pero, a potem dołącza do Lapicza i Bundasza, którym pomaga w walce ze Szczurzym Pazurem. Na końcu bajki wychodzi na jaw, że jest Zuzanną - zaginioną córką Mistrza Zrzędy i jego żony.
- Bundasz (w wersji z lektorem Bruno) - pies Mistrza Zrzędy, bardzo zaprzyjaźniony z Lapiczem, do którego dołącza podczas jego wędrówki po świecie. Jest niezwykle wierny i oddany swoim przyjaciołom, a także bardzo silny fizycznie, co często wykorzystuje, aby pomóc innym.
- Pero (w wersji z lektorem Pico) - zielona papuga z kolorowym ogonem, najlepszy przyjaciel Lizy, z którą pracował kiedyś w cyrku. Rzadko mówi całe zdania, zwykle poprzestaje na pojedynczych słowach. Kiedy mówi, głośno przy tym skrzeczy. Jest nieco złośliwy, zwłaszcza wobec Bundasza. Nosi na głowie niebieską, kapitańską czapkę.
- Mistrz Zrzęda (w wersji z lektorem Mistrz Stanisław) - stara mysz płci męskiej, ma czarne wąsy oraz zrzędliwy charakter. Kiedyś był miłym i sympatycznym szewcem, ale po stracie córki Zuzanny stał się surowy i apodyktyczny. Wraz z żoną opiekuje się Lapiczem, ale nie traktuje go dobrze i karci go z byle powodu. Po napadzie Szczurzego Pazura i ocaleniu przez Melvina staje się znowu taki, jak dawniej, a gdy odzyskuje córkę, to z radości mianuje Lapicza szewcem.
- Pani Majstrowa - stara mysz, żona majstra Zrzędy, o wiele sympatyczniejsza od swojego męża. Kiedyś wraz z mężem miała córkę Zuzannę, ale gdy jej księżniczka została porwana, czuła się smutna. Jest osobą przyjazną i sympatyczną, bardzo lubi Lapicza i traktuje go jak własnego syna. Często też pociesza szewczyka, gdy ten otrzymuje burę od swojego pryncypała. Gdy jej mąż znika, bardzo się o niego martwi, a kiedy ten wraca wraz z Lapiczem i ich zaginioną córką, znów odzyskuje radość życia.
- Szczurzy Pazur - stary szczur ubrany na czarno, najgroźniejszy bandyta w całej okolicy. Jest bezwzględny w dążeniu do celu i nie liczy się z nikim. Wciągnął w przestępczy proceder Melvina, którym pomiata na każdym kroku. Prowadzi nielegalne interesy z dyrektorem cyrku, a także dokonuje licznych i zuchwałych kradzieży. Ostatecznie ginie podczas walki z Lapiczem - spadł w przepaść, po czym przygniótł go jego wóz.
- Melvin - młody szop pracujący dla Szczurzego Pazura. Choć jest złodziejaszkiem, to nie jest jednak z grunty zły i ma wyrzuty sumienia z powodu tego, co robi. Mieszka we wsi z matką, którą bardzo szanuje. Łupy skradzione przez swego szefa chowa zawsze w swojej stodole. Pod wpływem Lapicza porzuca Szczurzego Pazura i staje się uczciwym obywatelem.
- Matka Melvina - sympatyczna, starsza pani szop, mieszka we wsi razem ze swoim synem. Uważa, że jest on dobry, tylko wpadł w złe towarzystwo. Daje Lapiczowi szczęśliwy talar i prosi, aby ten przekazał go jej potomkowi.
- Wróżka Janka (w wersji z lektorem Wróżka Zofia) - staruszka mieszkająca w pobliżu miasta. Lapicz naprawia jej buty, w zamian za co ona pomaga mu, gdy ten rusza w pościg za Szczurzym Pazurem, użyczając szewczykowi i jego przyjaciołom nieco swojej magii. Przekazuje głównemu bohaterowi naukę, że odwaga i dobre serce zawsze są w stanie pokonać zło.
- Marco (w wersji z lektorem Marek) - wiewiórka chłopiec, pierwsza osoba, którą spotkał Lapicz po opuszczeniu rodzinnego miasteczka. Mieszka tylko z mamą, ponieważ ojciec wyruszył w świat, aby zarobić dużo pieniędzy na utrzymanie swoich bliskich. Zajmuje się pasaniem gęsi. Jego rodzinny dom ma wymalowaną na ścianie dużą niebieską gwiazdę i cztery mniejsze, przez co jest nazywany "Domem Pod Błękitną Gwiazdą".
- Dyrektor cyrku - lis, właściciel cyrku, w którym kiedyś występowała Liza. Jak na lisa z bajki przystało, jak przebiegłym oszustem i prowadzi ciemne interesy ze Szczurzym Pazurem.

## Dystrybucja w Polsce
Film po raz pierwszy pojawił się z polskim dubbingiem na przełomie kwietnia i maja 1998 roku na kasetach VHS oraz w lutym 2003 roku na płytach DVD wydanych przez Cass Film Entertainment Group. Tytuł wersji dubbingowej VHS i DVD brzmiał Lapicz, mały szewczyk. Film z polskim lektorem pt. Przygody szewczyka Grzesia pojawił się też na antenie TVP1 najpierw w odcinkach - premiera: 3 i 10 marca 2002, a później w całości - 28 marca 2002 roku.

## Wersja polska
W wersji polskiej udział wzięli:
- Jacek Wolszczak - Lapicz
- Dorota Lanton - 
  - Liza
  - Gęsiarz Marco
- Jerzy Bończak - 
  - Mistrz Zrzęda
  - Szczurzy Pazur
- Mirosław Wieprzewski - 
  - Burmistrz
  - Chłop na wozie z sianem
  - Farmer kot
  - Farmer królik
  - Farmer żaba
  - Właściciel karuzeli
  - Ojciec Marca
- Krzysztof Zakrzewski - 
  - Narrator
  - Jeden z farmerów
  - Właściciel gospody
  - Mieszkaniec miasteczka kłaniający się burmistrzowi
- Radosław Popłonikowski
  - Melvin
  - Dyrektor cyrku
  - Jeden z farmerów
- Renata Berger - 
  - Żona mistrza Zrzędy
  - Pero
  - Bóbr - jeden z farmerów
  - Wróżka Janka
- Anna Bielańska - 
  - Matka Marca
  - Matka Melvina
- Zbigniew Poręcki -
  - Jeden z farmerów
  - Wrony w słomkowych kapeluszach
- Maria Winiarska
- Grażyna Winiarska

i inni
Piosenki śpiewali: 
- Balet obuwniczy - Anna Bielańska, Beata Molak i Radosław Popłonikowski
- Szczurza noc - Jerzy Bończak i Beata Molak
- Farmerzy-przyjaciele - Krzysztof Zakrzewski, Radosław Popłonikowski i Mirosław Wieprzewski
- Weź mnie za rękę - Anna Bielańska i Beata Molak

Dźwięk Krzysztof Nawrot

Opracowanie i udźwiękowienie wersji polskiej: En-Be-Ef w Warszawie

Dystrybucja na terenie Polski: Cass Film